# محمد علي (لاعب كرة قدم باكستاني)
محمد علي (9 فبراير 1989 بالدنمارك) هو لاعب كرة قدم باكستاني في مركز الهجوم. شارك مع منتخب باكستان لكرة القدم. أما مع النوادي، فقد لعب مع كوبنهاغن بولدكلوب وHolbæk B&I ‏ ونادي كويه ‏ وBoldklubben Avarta ‏ وSvebølle BI 2016 ‏ وBoldklubben af 1893 ‏.

## وصلات خارجية
- محمد علي على موقع ناشيونال فوتبول تيمز (الإنجليزية)
- محمد علي على موقع Soccerway.com (الإنجليزية)
- محمد علي على موقع GSA (الإنجليزية)